# براين جارو
براين جارو (بالإنجليزية: Brian Garrow)‏ مواليد 8 أبريل 1968 في كاليفورنيا، الولايات المتحدة، هو لاعب كرة مضرب أمريكي سابق بدأ مسيرته كمحترف سنة 1988 وكان يلعب باليد اليمنى، اعتزل اللعب في 1993. أعلى تصنيف له في الفردي كان المركز الـ 93 في سنة 1990. أعلى تصنيف له في الزوجي كان المركز الـ 42 في سنة 1991.

## روابط خارجية
- براين جارو على موقع رابطة محترفي التنس (الإنجليزية)
- براين جارو على موقع الاتحاد الدولي لكرة المضرب (الإنجليزية)
- براين جارو على موقع خلاصة التنس.كوم (الإنجليزية)